# Hookeria lucens
Espèce
Hookeria lucens est une espèce de mousse de la famille des Hookeriaceae. C'est l'espèce la plus commune du genre, présente en Amérique du Nord et en Europe.
Elle est appelée Ptéygophylle luisant en français par Isidore Douin, mais ce nom n'a jamais été utilisé par d'autres auteurs.

## Description

### Gamétophyte
C'est une mousse qui se développe en colonies denses, composées de tige de 3 à 5 cm de haut, plaquées au substrat. Les feuilles sont de grandes tailles, de 2 à 3 mm de long, entières, décurrentes, aplanies, ovales et arrondies à leur apex. La disposition des cellules donne un aspect brillant aux feuilles. Il n'y a pas de nervure. Certaines feuilles peuvent porter des filaments caduques, servant de propagules.
Les cellules sont visibles à l’œil nu, de 60 à 100 microns de large, hexagonale, et forment un motif grillagé sur la feuille.

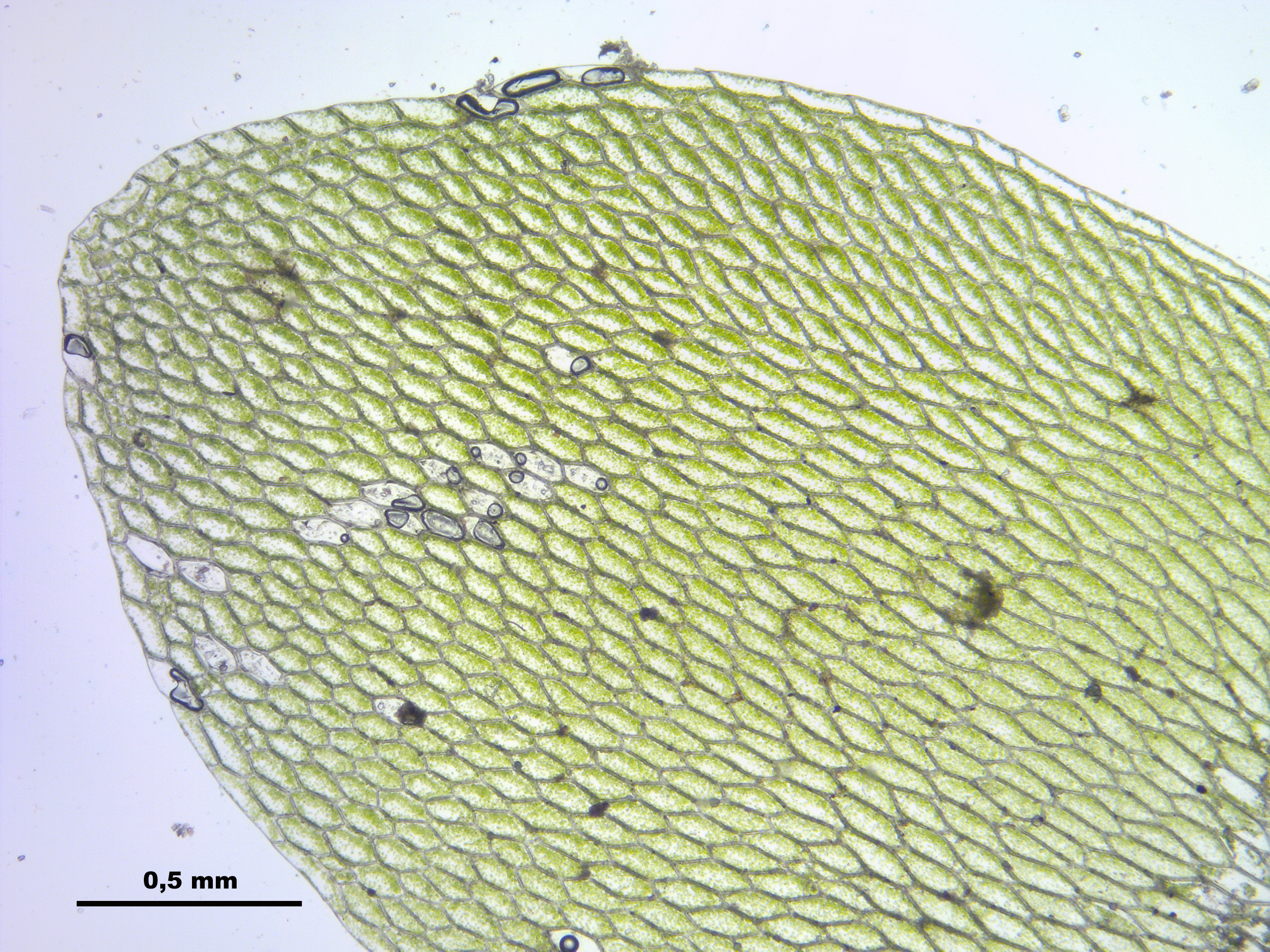
Vue au microscope d'une feuille d'Hookeria lucens. On remarque le motif grillagé des cellules.
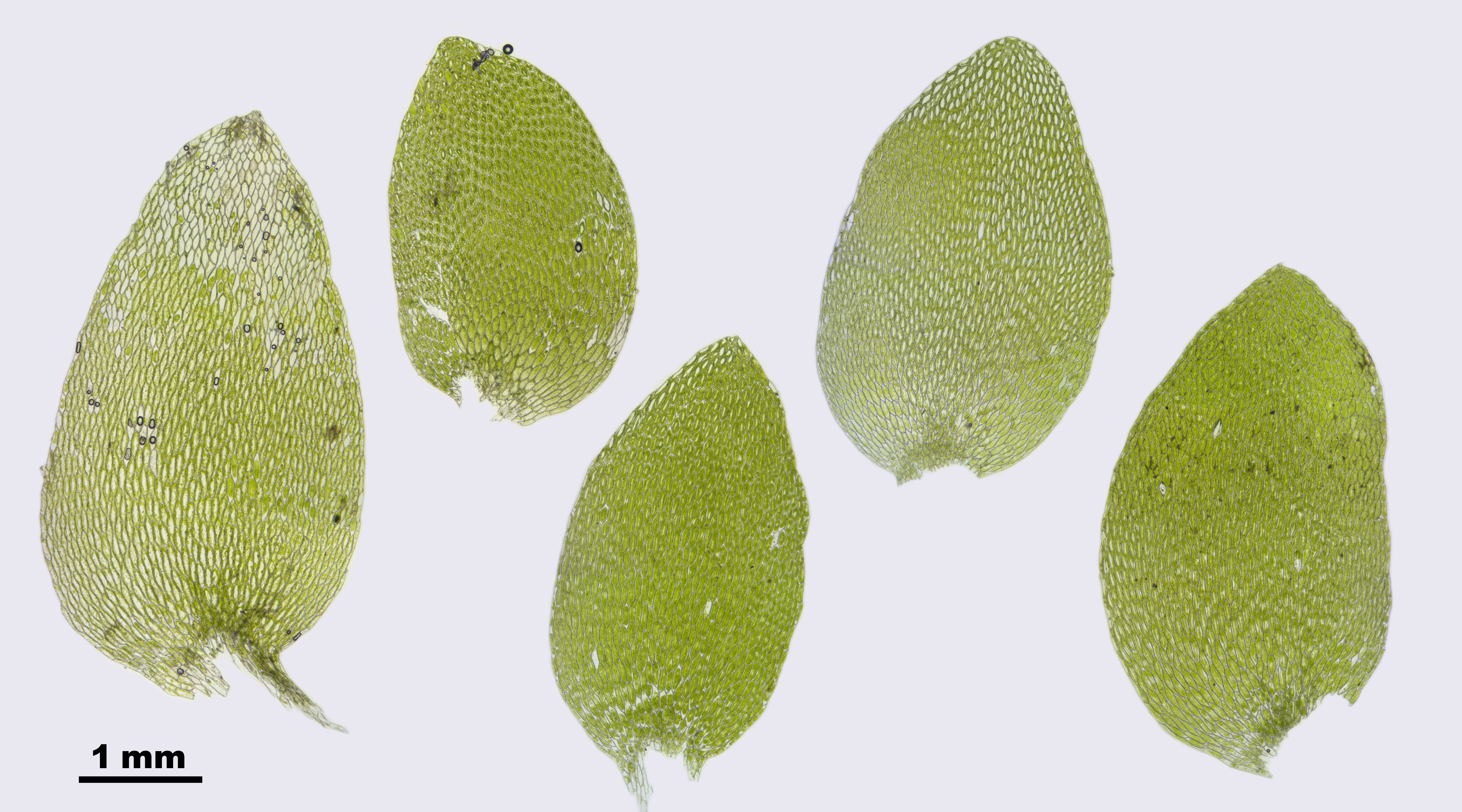
Feuilles d'Hookeria lucens.

### Sporophyte

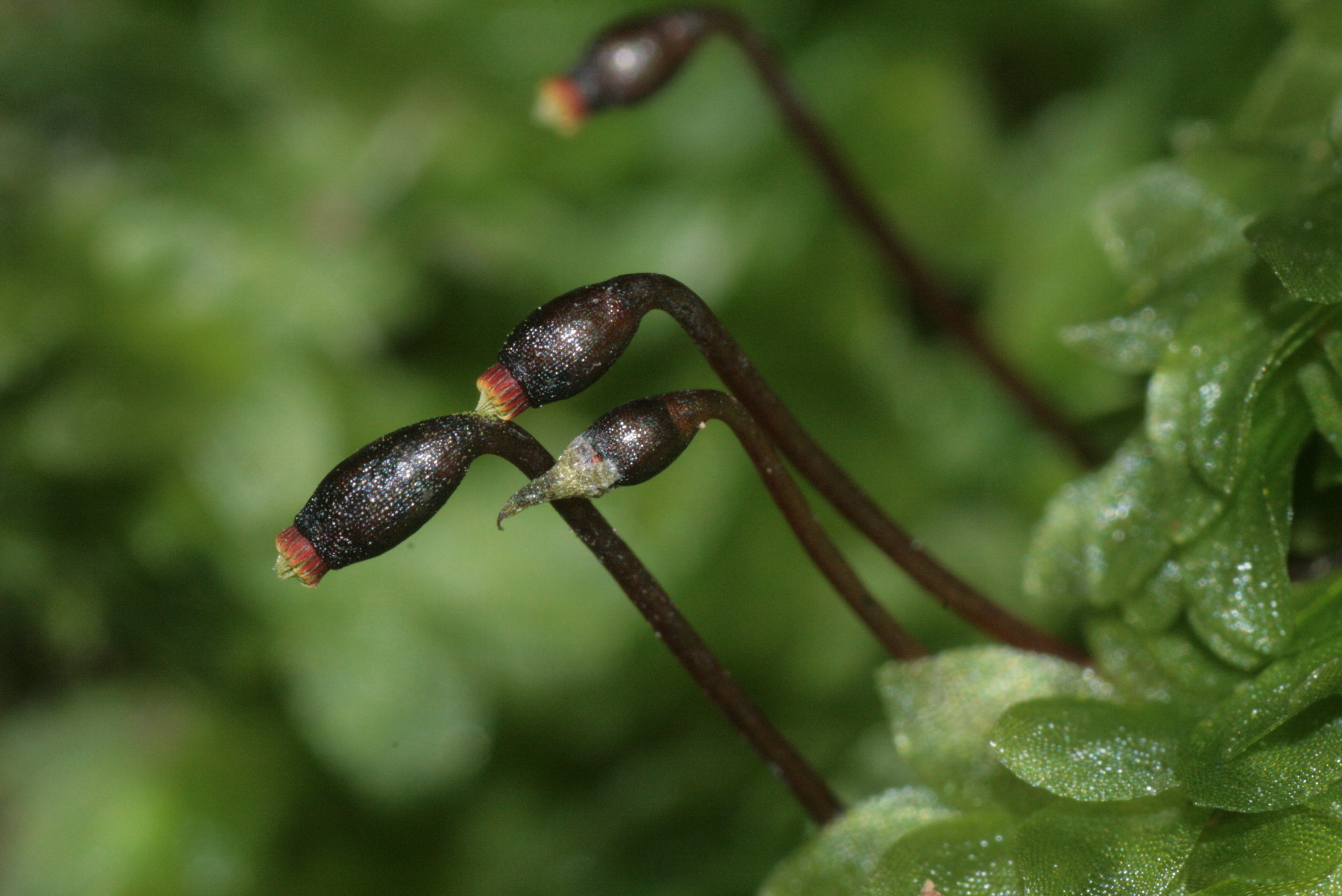
Sporophytes dHookeria lucens.

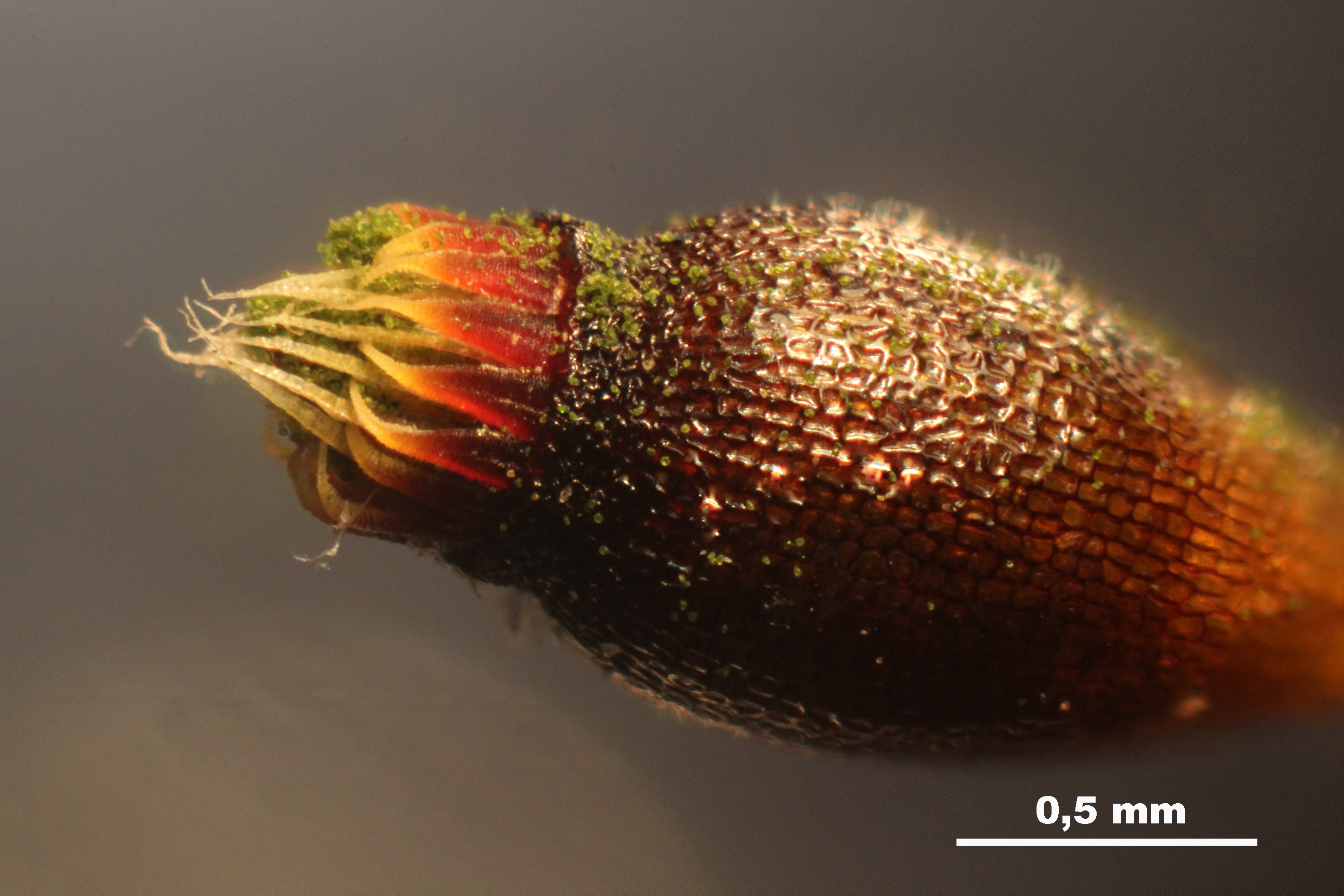
Capsule dHookeria lucens, les deux rangs de dents du péristome sont visibles.

Les sporophytes sont fréquent, car l'espèce est autoïque. Les capsules sont fusiformes, de couleur noir d'une longueur de 2 mm, portées par une soie de  2 cm. Le péristome est composé d'un endostome et d'un exostome.

## Répartition et menaces
L'espèce est présente en Europe, ainsi que sur la côte Ouest de l'Amérique du Nord L'espèce n'est pas menacée à l'échelle Européenne.
En France on la trouve sur l'ensemble du territoire métropolitain. Elle est commune dans beaucoup de régions, mais peut-être plus rare dans certains départements. Elle est déterminante ZNIEFF en Île-de-France, Picardie, Hauts-de-France, Lorraine, Centre-Val-de-France.
Elle est considérée comme Vulnérable sur la liste rouge des bryophytes des Hauts-de-France, où elle est protégée.

## Écologie
C'est une espèce des milieux humides et ombragés, bords de source, ruisseau, aulnaies, mégaphorbiaies, parois rocheuses humides, etc. en contexte forestier. Elle préfère les substrats acides, et peut se développer sur le sol, l'humus, les rochers humifères ou la base des troncs.